# Hôpital Puerta de Hierro
L’hôpital Puerta de Hierro (en espagnol : Hospital Universitario Puerta de Hierro) est un hôpital public situé à Majadahonda, dans la communauté de Madrid. Il dépend du Service madrilène de santé (SERMAS).
Ouvert sur son site actuel le 11 septembre 2008, il remplace l'hôpital du même nom installé à Madrid. Il fait partie d'une série de huit hôpitaux régionaux construits sous le régime du partenariat public-privé.